# Чук
Чук (енгл. Chuuk State) је острвска држава, једна од четири Савезних Држава Микронезије, смештена у западном делу Тихог океана. Највећи и главни град је Вено, са 13.856 становника према проценама из 2010, ово је уједно и највећи град у Савезној Држави Микронезији.